# Philip Greatwich
Philip Greatwich (ur. 21 stycznia 1987 w roku East Sussex) – filipiński piłkarz występujący na pozycji obrońcy. Obecnie gra w drużynie Towson University.

## Życiorys
Już jako dziecko trenował w parku ze swoim ojcem oraz bratem Christopherem. Jako młody chłopak był obecny na treningach lokalnego zespołu, gdzie przyglądał się grze swojego starszego brata. Po kilku latach Philip dołączył do Christophera i również zaczął trenować. W następnych latach Philip dostawał szanse występu w młodzieżowych reprezentacjach Filipin. Po kilku udanych meczach jego pozyskaniem zainteresowali się włodarze występującego w Isthmian League zespołu Burgess Hill Town F.C., do którego Philip trafił w 2006 roku.